# هاروکو سوگیمورا
هاروکو سوگیمورا (ژاپنی: 杉村 春子 Sugimura Haruko؛ ۶ ژانویهٔ ۱۹۰۹ – ۴ آوریل ۱۹۹۷) هنرپیشه سینما و تئاتر اهل ژاپن بود.
از فیلم‌هایی که در آن نقش داشته است، می‌توان به علف‌های شناور، اواخر بهار و اوایل تابستان اشاره کرد.